# Финёво
Финёво — деревня в Торопецком районе Тверской области. Входит в состав Пожинского сельского поселения.

## История
На топографической карте Фёдора Шуберта 1870—1915 годов обозначена деревня Финёво. Имела 5 дворов.
В списке населённых мест Псковской губернии за 1885 год значится деревня Финево (Фанево, Фишелево). Располагалась при реке Веенке в 29 верстах от уездного города. Входила в состав Пожинской волости Торопецкого уезда. Имела 8 дворов и 55 жителей.
На карте РККА 1923 — 1941 годов обозначена деревня Финево. Имела 6 дворов. К западу находилась деревня Самуково.

## География
Деревня расположена в 28 километрах к северо-западу от районного центра, города Торопец. Ближайшим населённым пунктом является деревня Пожня.
Климат
Деревня, как и весь район, относится к умеренному поясу северного полушария и находится в области переходного климата от океанического к материковому. Лето с температурным режимом +15…+20 °С (днём +20…+25 °С), зима умеренно-морозная −10…−15 °С; при вторжении арктических воздушных масс до −30…-40 °С.
Среднегодовая скорость ветра 3,5—4,2 метра в секунду.
Часовой пояс
Деревня Финево, как и вся Тверская область, находится в часовой зоне МСК (московское время). Смещение применяемого времени относительно UTC составляет +3:00.

## Население
| 2010 |
| ---- |
| 1    |

Население по переписи 2002 года — 7 человек.
Национальный состав
Согласно результатам переписи 2002 года, в национальной структуре населения русские составляли 100 % от жителей.